# Ievgueni Polivànov
Ievgueni Polivànov   (Smolensk, 28 de febrer de 1891 (Julià) - Camp d'afusellament Kommunarka, 25 de gener de 1938) va ser un lingüista, orientalista i poliglot soviètic. Cofundador de l'OPOIAZ (Óbshchestvo izuchéniya POetícheskogo YAZyká— Societat per a l'estudi del llenguatge poètic) juntament amb Víktor Xklovsk i altres lingüistes.
Va escriure importants obres sobre els idiomes japonès, xinès, uzbek, dungan i sobre la lingüística teòrica. Va participar en el desenvolupament de sistemes d'escriptura per a diferents pobles de la Unió Soviètica. També va desenvolupar un sistema de cirilització per a l'idioma japonès, anomenat sistema Polivànov, que va ser oficialment acceptat per la Unió Soviètica.
Va ser arrestat el 16 d'agost de 1937, en el transcurs de la Gran Purga, sota l'acusació d'espiar per al Japó. No havent reconegut els càrrecs, va ser executat pel NKVD en el camp d'afusellament de Kommunarka als voltants de Moscou el 25 de gener de 1938.
El 3 d'abril de 1963, el Tribunal Suprem de l'URSS va retirar els càrrecs contra el lingüista procedint a la seva completa rehabilitació.